# Егейска Македония
Вижте пояснителната страница за други значения на Македония.
Егейска Македония, още Беломорска Македония, Южна Македония или Гръцка Македония, е частта от географската област Македония, която по Букурещкия договор от 1913 година е включена в състава на Гърция. В Гърция Егейска Македония се нарича само Македонѝя (на гръцки: Μακεδονία) и е най-големият по площ и втори по население район на Гърция. Заедно със Западна Тракия гръцката част на областта Македония влиза в Северна Гърция.
Гръцка Македония има площ от 34 173 km² или около 50% от цялата област и 2 625 681 жители, 773 180 от които, живеят в нейния главен град – Солун. В административно отношение е разделена на три области – Западна Македония, Централна Македония и Източна Македония и Тракия, като в последната само два от петте нома принадлежат към Македония, а останалите три към Западна Тракия.
Химнът на района се нарича Известна Македония. Знамето със звездата от Вергина се използва в трите гръцки македонски области.
До 1913 година в Егейска Македония живее компактно българско население. В областта освен българи живеят също турци, гърци, цигани, евреи, власи и други. След Междусъюзническата и Първата световна война много българи са прогонени от областта и на тяхно място са заселени гръцки бежанци от Мала Азия, а по-късно и такива преселили се от България по спогодбата Моллов - Кафандарис. Немалък брой българи, обаче скоро се завръщат когато част от областта отново е включена в Българската държавна територия в 1941 година.
Български бежанци от Егейска Македония идват в България и след гражданската война в Гърция завършила в 1949 година. Репресивният режим на военната диктатура в Гърция до 1974 г. ожесточено потиска не само гърците, но и населението с български произход в тази област. Гръцки паравоенни организации като Гръцки македонски юмрук и Батальоните за сигурност тероризират останалото българско население преди, по време и след Втората световна война. Последвалата гражданска война в Гърция води до нови бежански вълни към САЩ, Австралия, Югославия и страните от СИВ, включително България.

## Антична и средновековна история
Името „Македония“ е много старо и съществува много отдавна. Според етимологията на думата, тя произхожда от гръцките думи μάκος и μακεδνός, които означават „висок“. В Егейска Македония се намира ядрото на античната област и държава Македония.

## Модерна история

### Първо съвременно българско управление (1912 – 1913)
С навлизането на партизанските чети на Македоно-одринското опълчение и части на редовната българска армия се налага българско военно-административно управление. Запазва се довоенното османско териториално разпределение по каази (околии), но те се управляват според българските закони. На 10 ноември 1912 година се създава Македонско военно губернаторство, към което са делегирани около 900 български чиновници.
Македонското военно губернаторство обхваща 4 окръга с 24 околии: Драмски окръг с околиите Кавалска, Правишка, Саръшабанска, Рупчоска и Драмска; Серски окръг с околиите Зиляховска, Нигритска, Демирхисарска, Петричка, Мелнишка, Горноджумайска, Разложка, Неврокопска и Сярска; Солунски окръг с околиите Кукушка, Лъгадинска, Дойранска, Гевгелийска и Солунска (селска); Щипски окръг с околиите Кочанска, Пехчевска, Радовишка, Струмишка и Щипска. В самия град Солун фактически има българо-гръцки кондоминиум.
Губернаторството се стреми да възстанови положението отпреди войната и се отнася толерантно със заварените малцинства, с изключение на опита за християнизация на помаците в областта Чеч. По места се създават смесени комисии от българи, турци, гърци и евреи. Поради намаления числен състав на българските военни части, и въпреки създаването на местни български милиции, гръцката армия успява да изтласка българите от части на Съботска и Гумендженска околии, а българските войски напускат Солунската селска и Лъгадинската околии. С началото на Междусъюзническата война и изтласкването на българската армия от областта, Македонското военно губернаторство е ликвидирано.
Гръцкото владеене на останалата част от Южна Македония в периода октомври 1912 – юни 1913 година е наречено Първи гръцки режим.

### Първо Гръцко управление (1913 – 1915) и съпротива срещу него
В гръцката историография периодът е известен като Втори гръцки режим. След Букурещкия договор от 1913 година Гърция получава още Сярско, Драмско, Кавалско, част от Неврокопско и Ксантийско. Великите сили, главно Австро-Унгария и Русия, съветват Гърция да не избързва с анексията на Егейска Македония. Гърция запазва териториалната обособеност и продължава окупацията чрез полицейско-административния режим, който се прилага във време на война. На 18 юни 1913 година за генерал-губернатор на областта е назначен Репулис.
Между 1913 – 1915 година се провежда административна реформа, според която Егейска Македония е поделена на 5 нома (окръзи) и 22 епархии (околии): ном Лерин с Костурска и Леринска епархии, ном Кожани с Гревенска и Кожанска епархии, ном Солун със Съботска, Воденска, Берска и Ениджевардарска епархии, ном Струмица с Кукушка, Полигироска, Светогорска и Солунска епархии, ном Валовища с Нигритска, Силяховска и Сярска епархии, ном Драма с Правищка, Кавалска, Саръшабанска и Драмска епархии. Успоредно с това върви налагане на гръцките топоними на градове, села, реки и местности.
За периода се засилват полицейската дейност, преследването на бивши революционери, терорът над негръцкото население. Забранени са употребата на български език, богослужението на старобългарски, употребата на лични имена от негръцки произход. Негръцкото население се подлага на инквизиции, насилствено се прогонва в България, много са ограбените и убитите. Българи са заточени на Халкидики, островите Трикери, Итака, Керкира и Митилен. В Драмско и Сярско по границата с България се създават милиции от гръцки доброволци. През 1915 година в Егейска Македония се въвежда повторно военно положение.

## Население
Българското население компактно населява териториите на север от етническата българо-гръцка граница в Егейска Македония, която минава по линията от планината Грамос на изток, през южните части на бившата Костурска кааза, пресича Кайлярската кааза през селата Липинци, Бошовци и Ранци, в Берската кааза през град Бер и река Бистрица, заобикаля на север гръцката област Урумлък, след което излиза на Бяло море между реките Вардар и Галик. От Солун на изток границата заобикаля българското село Киречкьой и пресича Бешичкото езеро излиза на Орфанския залив, откъдето по бреговата линия достига река Места. Българи отсъстват в казиите Кожанска, Гребенска, Касандрийска и са незначителен брой в Светогорска и Анаселишка, а в Лъгадинска, Берска, Костурска и Кайлярска са съсредоточени в северните части. В гореописаната област българите съставляват над 50% от общото население. Редица чуждестранни изследователи потвърждават това, сред тях са Жозеф Ално, Жорж Санжон, Луй Леже, Робер Пеласие, Леон Ламуш, Жорж Голис, братя Бъкстоун, Хенри Брайлсфорд и други.
Конфесионално българското население е разделено както следва 214 901 екзархисти, 71 259 патриаршисти, 3601 католици-униати, 291 протестанти, както и голям дял мюсюлмани. Българската екзархия има 378 църкви с 300 свещеници в 11 епархии, три от които с митрополитска власт – Неврокопска, Пелагонийска и Охридско-Преспанска, а други осем с немитрополитска власт – Костурска, Леринска, Воденска, Солунска, Сярска, Драмска, Мелнишка и Скечанска. Българите католици притежават 10 църкви и 2 манастира, а протестантите имат 4 църкви в Кукуш, Воден, Драма и Солун. В 1912 – 1913 година действат 340 български училища с 589 – 750 учители и 19 000 ученици.
След Първата световна война съгласно Версайския договор Егейска Македония остава във владение на Гърция. Към него момент населението е (по данни от 1912 г. в „Етнографска карта за Южна Македония“ на Йордан Иванов) 329 371 българи, 314 354 турци, 236 775 гърци, 15 108 албанци, 44 414 арумъни, 25 303 цигани, 68 206 евреи и 8448 от други националности. През 1918 година Георгиос Сотириадис издава етнографска карта, в която отделно от българското население намира македонски славяни, наричани в други източници още българофони, българеещи се, българогласни или славянофони. Сръбските и по-късно югославските изследвания за периода намират в Егейска Македония около 354 000 жители „македонци“.
Гръцка статистика от 1912 година представя населението както следва 513 000 гърци, 475 000 мохамедани, 119 000 българи, 98 000 разни или общо 1 206 000 души. През 1925 година, когато главен секретар на комисията на ОН за настаняване на бежанците е гръцкият делегат А. Палис, същата статистика е препечатана в труда „Настаняване на гръцките бежанци“, с което е официализирана пред международната общност.
След 1912 година турското население в Егейска Македония е прогонено, а голяма част от българите напускат родните си места до 1924 година, когато на тяхно място са заселени бежанци от Тракия, черноморските крайбрежия на България и Турция.

## Административна структура
Егейска Македония се разделя на 3 области, които се състоят от 13 номи. Освен това включва и автономния район Атон (Света гора).
За администрацията в района отговаря Министерството на Македония и Тракия.